# Teresita Puértolas
María Teresa Puértolas más conocida como Teresita Puértolas (Buenos Aires, Argentina; 1904 - Idem; 1980) fue una primera actriz de radio y teatro argentina. Su hermana era la primera actriz Benita Puértolas, su sobrino el actor Héctor Coire y su esposo el primer actor José Sassone.

## Carrera
Puértolas fue una actriz de clara comprensión y disciplinado temperamento, cuya calidad como dama joven se fue fragmentando en el cultivo de un amplio y selecto repertorio nacional y extranjero. A lo largo de su trayectoria en la escena nacional argentina compartió lugar con grandes estrellas como  Tita Merello, Milagros de la vega, Félix Mutarelli, Pierina Dealessi, Tito Lusiardo, Pascual Pellicciotta, Blanca Vidal, Nicolás Fregues y Delia Codebó, entre muchas otras. Fue una artista exclusiva del Teatro Nacional
Se inició con las compañías de Comedias y Saínetes en 1919, junto a su marido, con el que se hizo muy conocido presentando decenas de obras de ilustres autores argentinos. 
En 1929 integra una compañía formada por Miguel Faust Rocha y Augusto Zama, junto a Margot Arellano y la hermana de esta última Elena.
En 1932 integra en el Teatro Nacional la Compañía Argentina de Teatro Popular encabezada por la dramática Elsa O'Connor con quien estrena las obras La florista del Mercado Spinetto  de Folco Testena y Leña verde, de Vázquez y Riese.
Trabajó en el desaparecido Teatro Mayo de la mano de Gregorio Cicarelli, junto a Chola Osés, Nora Osés, Lucha Sosa, Sebastián Chiola y Antonia Volpe.
En la obra La epopeya del tango de Magaldi y Noda, estranada en el Teatro Cómico, pudo lucirse versátilmente y con mucha ductilidad. Esta obra la compartió también con Cátulo Castillo, Juan Carlos Cobián, Agustín Magaldi, Virginia Magaldi, Humberto Ortíz, Mary Pampín, Francisco Petrone, Benita Puértolas y José Sasone.
Además fue una actriz de radioteatro. Trabajó en L S 10, Radio Callao, junto con el actor José Sassone, con interpretó Romance en palabras.

## Obras teatrales
- 1932: La epopoeya del tango
- 1932: La florista del Mercado Spinetto.
- 1932: Leña verde.
- 1931: El conventillo del gavilán (inversión de "El conventillo de la paloma").